# Tałty (jezioro)
Tałty (niem. Talter Gewässer, w średniowieczu zwane Dobegast) – najgłębsze jezioro rynnowe w Krainie Wielkich Jezior Mazurskich. Dorzecze Pisy.
Jezioro Tałty wypełnia część wielkiej rynny polodowcowej, która na odcinku od Rynu do Rucianego-Nidy ma długość 35 km. Jezioro Tałty stanowi jeden ciąg z Jeziorem Ryńskim o długości 20 km i powierzchni 18,3 km² (Dane Instytutu Rybactwa Śródlądowego w Olsztynie). Do brzegów zbiornika przylegają 4 wsie (Skorupki, Tałty, Stare Sady, Jora Wielka). Południowy kraniec jeziora znajduje się w obrębie miasta Mikołajki. Przyjęto umownie powierzchnię Jeziora Tałty 11,6 km², co wynika z jego długości 12,5 km liczonej od mostu w Mikołajkach (była tam w XVIII w. śluza, patrz kanały) do Ryńskiej Bramki – przewężenia jeziora pomiędzy półwyspami Pazdór (na południowym brzegu) i Mrówki na północnym. Jezioro ma największą szerokość 1,8 km na wysokości Kanału Tałckiego. Jezioro jest najwęższe od strony Mikołajek. Średnia głębokość jeziora wynosi ok. 14 m, a największa głębia 50,8 m znajduje się w pobliżu Skorupek. Na wschodnim brzegu jeziora między Skorupkami a Mikołajkami położona jest wieś Tałty. Na zachodnim brzegu jeziora od strony Mikołajek położona jest wieś Stare Sady, a dalej Jora Wielka.
Zbiornik jest w znacznym stopniu zasilany wodami dopływającymi bezpośrednio z Jeziora Ryńskiego, a także Kanałem Tałckim od strony jezior Niegocin-Jagodne-Szymon-Tałtowisko. Posiada również siedem mniejszych dopływów, są to rowy melioracyjne oraz połączenie z jeziorami: Jorzec i Miałkie. Stan czystości dopływów w odniesieniu do norm przewidzianych dla wód płynących odpowiada I-II klasie czystości.
Litoral zespołu Ryńskie-Tałty zajmuje 14% powierzchni jezior, z tego połowę zajmują rośliny zanurzone, m.in. ramienice i rdestnice. W zlewni występują gleby bielicowe i brunatne, brzegi jeziora w przeważającej części wysokie, pagórkowate i strome. Pod względem stanu czystości jezioro zakwalifikowano do trzeciej klasy, o wyniku decydowały głównie parametry fizykochemiczne – niekorzystne warunki tlenowe, duża zasobność w biogeny i materię organiczną. Od szeregu lat obserwuje się bardziej zaawansowaną degradację plosa południowego, usytuowanego w rejonie Mikołajek.